# Duvalia
Duvalia es un género con cerca de 18 especies de plantas de la familia Apocynaceae. Nativo de África del sur y tropical. Es una planta muy diferenciada de su género. Tiene los tallos unidos y sus flores forman un disco como una corona.

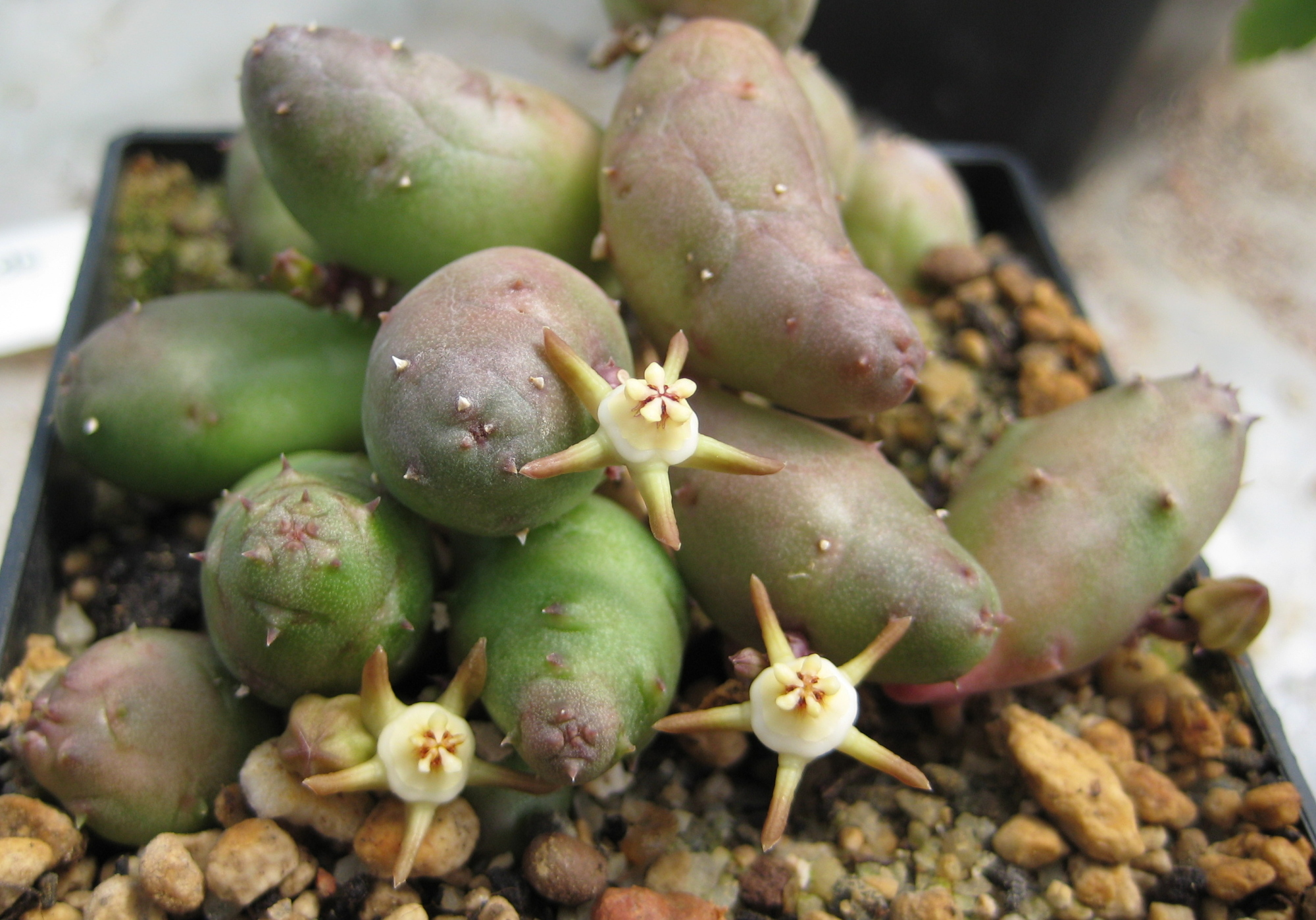
Duvalia parviflora.

## Etimología
El nombre del género fue otorgado en honor de Henri Auguste Duval (1777-1814) médico y botánico  francés por el botánico inglés Adrian Hardy Haworth.

## Descripción
Son plantas con tallos suculentos que alcanzan los 2-4 cm de alto, con el látex incoloro; con rizomas (D. polita N.E. Br.); los órganos subterráneos consisten en raíces fibrosas. Las ramas son suculentas, de color verde o azul-verdoso (D. sulcata N.E Br.) o de color marrón claro (D. eilensis Lavranos, D. galgallensis Lavranos), manchados de color marrón rojizo (sect. Arabica Meve & Albers), cónicos o en forma de maza, de 1-10 cm de largo, y 10-25 mm de ancho, con 4 o 6 ángulos redondeados. Las hojas caducas, reducidas a escamas, sésiles, de propagación horizontal o ligeramente ascendente; escalas suculentas de 0.1-0.4 cm de largo, triangulares, deltadas, con el ápice agudo, con estípulas glandulares y globosas.
Las inflorescencias son extra axilares (por lo general en los flancos de los tallos basales), con 1-20 flores, con hasta 5 flores abiertas de forma simultánea, simples, pedunculadas o subsésiles; el raquis persistente. Las flores tienen olor a estiércol y no son nectaríferas. Tiene un número de cromosomas de: 2n= 22, o 44, o 66 (D. elegans Haw., D. caespitosa (Mass.) Haw., D. corderyoi N.E.Br.).

## Taxonomía
El género fue descrito por Adrian Hardy Haworth y publicado en Syn. Pl. Succ. 44. 1812.

## Especies
- Duvalia anemoniflora (Deflers) R.A.Dyer
- Duvalia angustiloba N.E.Br.
- Duvalia caespitosa (Masson) Haworth
  - Duvalia caespitosa var. caespitosa
  - Duvalia caespitosa var. compacta
- Duvalia corderoyi (Hook. f.) N.E.Br.
- Duvalia eilensis Lavranos
- Duvalia elegans (Masson) Haworth
- Duvalia galgallensis Lavranos
- Duvalia gracile Meve
- Duvalia immaculata (C.A.Lückhoff) M.B.Bayer ex L.C.Leach
- Duvalia maculata N.E.Br.
- Duvalia modesta N.E.Br.
- Duvalia parviflora N.E.Br.
- Duvalia pillansii N.E.Br.
- Duvalia polita N.E.Br.
- Duvalia pubescens N.E.Br.
- Duvalia sulcata N.E.Br.
  - Duvalia sulcata ssp. sulcata
  - Duvalia sulcata ssp. seminuda
  - Duvalia sulcata ssp. somalensis
- Duvalia velutina Lavranos
- Duvalia vestita Meve